# Blåbärssoppa
Blåbärssoppa, ou sopa-de-mirtilos, é uma bebida não-alcoólica típica da Suécia, mas também popular nos países vizinhos; pode ser consumida fria ou quente. É tradicionalmente servida aos participantes da maratona de ski de Vasalopet, visto ser rica em energia. 
A bebida é preparada com base em mirtilos, pequenas bagas azuis (donde o nome “blåbär”), frutos da Vaccinium myrtillus, uma planta que cresce espontaneamente no norte da Europa. Os outros ingredientes usados normalmente são água, açúcar e fécula de batata; com esta composição, a sopa-de-mirtilos tem uma consistência algo gelatinosa, podendo considerar-se um tipo de kissel, as bebidas doces do norte da Europa.